# Campionats d'Àsia de ciclisme en ruta
Els Campionats d'Àsia de ciclisme en ruta són els campionats continentals aisàtics de ciclisme en ruta. Estan compostos per diferents proves tant en categoria masculina com femenina. Es porten disputant des del 1963 malgrat que hi ha hagut parèntesi. Formen part de l'UCI Àsia Tour.

## Palmarès masculí

### Ruta
| Any  | Campió               | 2n                       | 3r                    |
| 1999 | Serguei Iàkovlev     | Hidenori Nodera          |                       |
| 2001 | Wong Kam-po          | Arnel Quirimit           | Junichi Shibuya       |
| 2002 | Wang Guozhang        | Ahad Kazemi              | Wong Kam-po           |
| 2003 | Shinri Suzuki        | Hidenori Nodera          | Hassan Maleki         |
| 2004 | Shinri Suzuki        | Maksim Iglinski          | Valeriy Dmitriyev     |
| 2005 | Joo Hyun-Wook        | Omar Hasanein            | Dmitriy Gruzdev       |
| 2006 | Mehdi Sohrabi        | Shinichi Fukushima       | Omar Hasanein         |
| 2007 | Takashi Miyazawa     | Hossein Askari           | Chan Chun Hing        |
| 2008 | Fumiyuki Beppu       | Temur Mukamedov          | Takashi Miyazawa      |
| 2009 | Dmitri Fofónov       | Aleksandr Vinokúrov      | Maksim Iglinski       |
| 2010 | Mehdi Sohrabi        | Takashi Miyazawa         | Hossein Nateghi       |
| 2011 | Yukiya Arashiro      | Muradjan Khalmuratov     | Hossein Askari        |
| 2012 | Wong Kam-po          | Mehdi Sohrabi            | Taiji Nishitani       |
| 2013 | Muradjan Khalmuratov | Arvin Moazzemi           | Andrei Mizurov        |
| 2014 | Ruslan Tleubayev     | Maksim Iglinski          | Dmitri Grúzdev        |
| 2015 | Hossein Askari       | Yousef Mirza Bani Hammad | Kohei Uchima          |
| 2016 | King Lok Cheung      | Yukiya Arashiro          | Fumiyuki Beppu        |
| 2017 | Park Sang-hong       | Yousef Mohamed Mirza     | Zhandos Bizhigitov    |
| 2018 | Yousif Mirza         | Fumiyuki Beppu           | Mehdi Sohrabi         |
| 2019 | Yevgeniy Gidich      | Lyu Xianjing             | Feng Chun-kai         |
| 2022 | Igor Chzhan          | Nariyuki Masuda          | Jambaljamts Sainbayar |
| 2023 | Gleb Brussenskiy     | Yevgeniy Gidich          | Yukiya Arashiro       |
| 2024 | Kim Eu-ro            | Lyu Xianjing             | Yevgeniy Fedorov      |
| 2025 | Lyu Xianjing         | Peerapol Chawchiangkwang | Jambaljamts Sainbayar |

### Contrarellotge
| Any  | Campió               | 2n                    | 3r                    |
| 1995 | Andrei Mizurov       | Kim Tae-Ho            | Aleksandr Dyadichkin  |
| 1999 | Andrei Mizurov       | Serguei Iàkovlev      | Osamu Sumida          |
| 2001 | Hossein Askari       | Jamsran Ulzii-Orshikh | Wong Kam-po           |
| 2002 | Kazuya Okazaki       | Tonton Susanto        | Shi Guijun            |
| 2003 | Hossein Askari       | Mai Cong Hieu         | Kazuya Okazaki        |
| 2004 | Assan Bazayev        | Hossein Askari        | Ghader Mizbani        |
| 2005 | Youm Jung-Hwan       | Hossein Askari        | Vladimir Tuychiev     |
| 2006 | Andrei Mizurov       | Ghader Mizbani        | Makoto Iijima         |
| 2007 | Eugen Wacker         | Hossein Askari        | Vladimir Tuychiev     |
| 2008 | Eugen Wacker         | Alexey Kolessov       | Yukiya Arashiro       |
| 2009 | Aleksandr Vinokúrov  | Andrei Mizurov        | Eugen Wacker          |
| 2010 | Andrei Mizurov       | Hossein Askari        | Eugen Wacker          |
| 2011 | Eugen Wacker         | Dmitriy Gruzdev       | Hossein Askari        |
| 2012 | Eugen Wacker         | Dmitriy Gruzdev       | Hossein Askari        |
| 2013 | Muradjan Khalmuratov | Andrei Mizurov        | Eugen Wacker          |
| 2014 | Dmitri Grúzdev       | Eugen Wacker          | Choe Hyeong Min       |
| 2015 | Hossein Askari       | Zhandos Bizhigitov    | Choe Hyeong Min       |
| 2016 | King Lok Cheung      | Choe Hyeong Min       | Alireza Haghi         |
| 2017 | Dmitri Grúzdev       | Choe Hyeong Min       | Cheung King Lok       |
| 2018 | Cheung King Lok      | Choe Hyeong-min       | Arvin Moazemi         |
| 2019 | Daniil Fominykh      | Feng Chun-kai         | Cheung King Lok       |
| 2022 | Yevgeniy Fedorov     | Nariyuki Masuda       | Muradjan Halmuratov   |
| 2023 | Yevgeniy Fedorov     | Sergio Tu             | Jambaljamts Sainbayar |
| 2024 | Yevgeniy Fedorov     | Dmitriy Gruzdev       | Yukiya Arashiro       |
| 2025 | Yevgeniy Fedorov     | Dmitriy Gruzdev       | Feng Chun-kai         |

### Contrarellotge per equips
| Any  | Campió | 2n | 3r                                                                                               |
| 1963 | Japó · | Tailàndia · | Iran ·                                                                                           |
| 1971 | Corea del Sud · | Filipines · | Japó ·                                                                                           |
| 2006 | Corea del Sud · | Iran · | Japó ·                                                                                           |
| 2017 | KazakhstanAlexey Lutsenko · Dmitriy Gruzdev · Andrey Zeits · Daniil Fominykh · Zhandos Bizhigitov · Bakhtiyar Kozhatayev | JapóTakeaki Amezawa · Yukiya Arashiro · Nariyuki Masuda · Rei Onodera · Ryota Nishizono · Hayato Okamoto          | Hong KongLeung Chun Wing · Ko Siu Wai · Cheung King Lok · Ho Burr · Leung Ka Yu · Mow Ching Ying |
| 2018 | JapóYukiya Arashiro · Fumiyuki Beppu · Rei Onodera · Masaki Yamamoto · Shoi Matsuda · Yusuke Hatanaka                    | IranArvin Moazemi · Samad Poor Seiedi · Behnam Ariyan · Mahdi Sohrabi · Mohammad Rajablou · Esmail Chaichi        | Hong KongLeung Chun Wing · Cheung King Lok · Fung Ka Hoo · Ko Siu Wai · Ho Burr · Mow Ching Ying |
| 2019 | Kazakhstan · Zhandos Bizhigitov · Daniil Fominykh · Yevgeniy Gidich · Dmitriy Gruzdev · Yuriy Natarov · Artyom Zakharov  | Corea del Sud · Choe Hyeong-min · Joo Dae-yeong · Min Kyeong-ho · Park Sang-hong · Kim Kook-hyun · Park Sang-hoon | Hong Kong · Leung Chun Wing · Ko Siu Wai · Mow Ching Ying · Leung Ka Yu                          |
| 2022 | Kazakhstan · Igor Chzhan · Yevgeniy Fedorov · Yevgeniy Gidich · Yuriy Natarov                                            | Mongòlia · Maral-Erdene Batmunkh · Tegshbayar Batsaikhan · Bilguunjargal Erdenebat · Jambaljamts Sainbayar        | Iran · Behnam Ariyan · Esmail Chaichi · Mohammad Ganjkhanlou · Samad Poor Seiedi                 |

### Ruta sub-23
| Any  | Campió               | 2n                            | 3r                    |
| 2012 | Tomohiro Kinoshita   | Mohammed Adiq Husainie Othman | Arvin Moazemi Godarzi |
| 2013 | Ali Khademi          | Nurbolat Kulimbetov           | Vladislav Gorbunov    |
| 2014 | Vadim Galeyev        | Oleg Zemlyakov                | Maxat Ayazbayev       |
| 2015 | Yuma Koishi          | Mohamadesmail Chaichi         | Peng Yuan Tan         |
| 2016 | Mehdi Rajabi         | Thanh Tung Huynh              | Mohammad Ganjkhanlou  |
| 2017 | Hayato Okamoto       | Yevgeniy Gidich               | Mohammad Ganjkhanlou  |
| 2018 | Masaki Yamamoto      | Mohammad Ganjkhanlou          | Jambaljamts Sainbayar |
| 2019 | Mohammad Ganjkhanlou | Yevgeniy Fedorov              | Daniil Marukhin       |
| 2022 | Gleb Brussenskiy     | Daniil Pronskiy               | Nicolas Vinokourov    |
| 2023 | Ruslan Aliyev        | Behzodbek Rakhimbaev          | Abdulla Jasim Al-Ali  |
| 2024 | Abdulla Jasim Al-Ali | Mohammad Al Mutaiwei          | Ali Labib Shotorban   |
| 2025 | Koki Kamada          | Temuulen Khadbaatar           | Fu Enqi               |

### Contrarellotge sub-23
| Any  | Campió                | 2n                  | 3r                      |
| 2012 | Arvin Moazemi Godarzi | Genki Yamamoto      | Burr Ho                 |
| 2013 | Daniil Fominykh       | Duc Tam Trinh       | Jae Yeon Lim            |
| 2014 | Viktor Okishev        | Sang Hoon Park      | Chun Wing Leung         |
| 2015 | Sang Hoon Park        | Amir Kolahdozhagh   | Yuma Koishi             |
| 2016 | Maral-Erdene Batmunkh | Ka Hoo Fung         | Masaki Yamamoto         |
| 2017 | Rei Onodera           | Zhang Zheng         | Yuriy Natarov           |
| 2018 | Shi Hang              | Fung Ka Hoo         | Shoi Matsuda            |
| 2019 | Yevgeniy Fedorov      | Sergio Tu           | Amir Hossein Jamshidian |
| 2022 | Bahrain Ahmed Madan   | Aleksey Fomovskiy   | Aidin Aliyari           |
| 2023 | Andrey Remkhe         | Ju Jinyang          | Muhammad Andy Royan     |
| 2024 | Nicolas Vinokourov    | Andrey Remkhe       | Tullatorn Sosalam       |
| 2025 | Mohammad Almutaiwei   | Muhammad Andy Royan | Koki Kamada             |

## Palmarès femení

### Ruta
| Any  | Campió            | 2n                    | 3r                  |
| 1999 | Miho Oki          | Yang Limei            | Akemi Morimoto      |
| 2001 | Kim Yong-Mi       | Hoang Thi Thanh Tan   | Miho Oki            |
| 2002 | Yang Limei        | Tamamo Nakamura       | Jiang Yanxia        |
| 2003 | Jiang Yanxia      | Zhang Junying         | Choi Hye-Kyeong     |
| 2004 | Zhang Junying     | Chanpeng Nontasin     | Akemi Morimoto      |
| 2005 | You Jin-A         | Ni Fenghan            | Uyun Muzizah        |
| 2006 | Han Song-Hee      | Liu Yongli            | Lee Min-Hye         |
| 2007 | Meng Lang         | Noor Azian Alias      | Gu Sun-Geun         |
| 2008 | Gao Min           | Miho Oki              | Choi Hye-Kyeong     |
| 2009 | Tang Kerong       | Hsiao Mei-Yu          | Natalya Stefanskaya |
| 2010 | You Jin-A         | Natalya Stefanskaya   | Jutatip Maneephan   |
| 2011 | Hsiao Mei-Yu      | Gu Sun-Geun           | Jutatip Maneephan   |
| 2012 | Hsiao Mei-Yu      | Gu Sun-Geun           | Jutatip Maneephan   |
| 2013 | Hsiao Mei-Yu      | Liu Xiaohui           | Zhao Na             |
| 2014 | Hsiao Mei-Yu      | Xiao Juan Diao        | Gu Sun-Geun         |
| 2015 | Ting-ying Huang   | Hsiao Mei-Yu          | Zhao Juan Meng      |
| 2016 | Na Ah-reum        | Pu Yixian             | Mayuko Hagiwara     |
| 2017 | Qianyu Yang       | Na Ah-reum            | Miho Yoshikawa      |
| 2018 | Nguyen Thi That   | Huang Ting Ying       | Chang Yao           |
| 2019 | Olga Zabelinskaïa | Na Ah-reum            | Somayeh Yazdani     |
| 2022 | Nguyễn Thị Thật   | Makhabbat Umutzhanova | Akpeiil Ossim       |
| 2023 | Nguyễn Thị Thật   | Jiajun Sun            | Jutatip Maneephan   |
| 2024 | Song Min-ji       | Nguyễn Thị Thật       | Tang Xin            |
| 2025 | Jutatip Maneephan | Nguyễn Thị Thật       | Sze-wing Lee        |

### Contrarellotge
| Any  | Campió                     | 2n                     | 3r                       |
| 1995 | Ma Huizhen                 | Song Chung-Mi          | Chang Hsu-ying           |
| 1999 | Zhao Haijuan               | Shim Jung-Hwa          | Miyoko Karami            |
| 2001 | Lim Hang-Jun               | Miho Oki               | Chen Chiung-Yi           |
| 2002 | Li Meifang                 | Yuan Yange             | Monrudee Chapookam       |
| 2003 | Li Meifang                 | Han Song-Hee           | Ayumi Otsuka             |
| 2004 | Li Meifang                 | Miyoko Karami          | Zhang Junying            |
| 2005 | Li Meifang                 | Han Song-Hee           | Huang Ho-Hsun            |
| 2006 | Wang Li                    | Lee Min-Hye            | Satomi Wadami            |
| 2007 | Li Meifang                 | Lee Min-Hye            | Miho Oki                 |
| 2008 | Li Meifang                 | Liu Yongli             | Mayuko Hagiwara          |
| 2009 | Tang Kerong                | Chanpeng Nontasin      | Marina Andreichenko      |
| 2010 | Son Eun-Ju                 | Mayuko Hagiwara        | Monrudee Chapookam       |
| 2011 | Chanpeng Nontasin          | Son Eun-Ju             | Jamie Wong               |
| 2012 | Na Ah-Reum                 | Minami Uwano           | Wang Cui                 |
| 2013 | Tüvshinjargalyn Enkhjargal | Minami Uwano           | Jamie Wong               |
| 2014 | Na Ah-Reum                 | Eri Yonamine           | Enkhjargal Tuvshinjargal |
| 2015 | Na Ah-Reum                 | Mayuko Hagiwara        | Enkhjargal Tuvshinjargal |
| 2016 | Mayuko Hagiwara            | Ju Mi Lee              | Yao Pang                 |
| 2017 | Hongyu Liang               | Ju Mi Lee              | Yumi Kajihara            |
| 2018 | Ju Mi Lee                  | Huang Ting-ying        | Miyoko Karami            |
| 2019 | Olga Zabelinskaïa          | Lee Ju-mi              | Huang Ting-ying          |
| 2022 | Rinata Sultanova           | Priatna Ayustina Delia | Solongo Tserenlkham      |
| 2023 | Olga Zabelinskaya          | Na Ah-reum             | Rinata Sultanova         |
| 2024 | Olga Zabelinskaïa          | Yanina Kuskova         | Rinata Sultanova         |
| 2025 | Yanina Kuskova             | Safia Al Sayegh        | Tsuyaka Uchino           |

### Ruta sub-23
| Any  | Campió        | 2n                      | 3r                   |
| 2022 | Akpeiil Ossim | Svetlana Pachshenko     | Anzhela Solovyeva    |
| 2023 | Phi Kun Pan   | Yanina Kuskova          | Dewika Mulya Sova    |
| 2024 | Akpeiil Ossim | Dewika Mulya Sova       | Yelizaveta Sklyarova |
| 2025 | Maho Kakita   | Nurul Nabilah Mohd Asri | Kasuga Watabe        |

### Contrarellotge sub-23
| Any  | Campió          | 2n                | 3r                |
| 2019 | Chang Ting Ting | Yumi Kajihara     | Renata Baymetova  |
| 2022 | Yanina Kuskova  | Bota Batyrbekova  | Safia Al Sayegh   |
| 2023 | Yanina Kuskova  | Yuhang Cui        | Evgeniya Golotina |
| 2024 | Hongyang He     | Dewika Mulya Sova | Akpeiil Ossim     |
| 2025 | Qing Zhao       | Maho Kakita       | Asal Rizaeva      |

## Mixtes

### Contrarellotge mixta
| Any  | Campió | 2n | 3r |
| 2023 | Kazakhstan - Igor Chzhan - Yevgeniy Fedorov - Dmitriy Gruzdev - Marina Kuzmina - Rinata Sultanova - Makhabbat Umutzhanova     | Uzbekistan - Dmitriy Bocharov - Aleksey Fomovskiy - Evgeniya Golotina - Yanina Kuskova - Behzodbek Rakhimbaev - Olga Zabelinskaya    | R.P. de la Xina - Bai Lijun - Cui Yuhang - Liu Jiankun - Niu Yikui - Sun Jiajun - Wang Tingting              |
| 2024 | Kazakhstan - Igor Chzhan - Yevgeniy Fedorov - Dmitriy Gruzdev - Faina Potapova - Rinata Sultanova - Makhabbat Umutzhanova     | Uzbekistan - Danil Evdokimov - Muradjan Halmuratov - Yanina Kuskova - Margarita Misyurina - Behzodbek Rakhimbaev - Olga Zabelinskaïa | Hong Kong - Chu Tsun-wai - Lau Wan-yau - Lee Sze Wing - Leung Bo Yee - Leung Wing Yee - Ng Pak-hang          |
| 2025 | Kazakhstan - Yevgeniy Fedorov - Dmitriy Gruzdev - Anton Kuzmin - Anzhela Solovyeva - Rinata Sultanova - Makhabbat Umutzhanova | Japó - Yukiya Arashiro - Mizuki Ikeda - Maho Kakita - Koki Kamada - Yūma Koishi - Tsuyaka Uchino                                     | Hong Kong - Vincent Lau Wan-yau - Sze-wing Lee - Leung Wing Yee - Ching Ying Mow - Ng Pak-hang - Yang Qianyu |